# 萨摩斯军区
萨摩斯军区（希臘語：θέμα Σάμου, thema Samou）是拜占庭帝国建立于9世纪晚期的，毗邻东爱琴海的一个军区。作为拜占庭帝国三个海上军区之一，其主要向拜占庭海军提供舰船和士兵。

## 起源
7-9世纪之间成立的几个拜占庭海上军区的具体成立日期一直都是个谜。随着卡拉比西安在8世纪早期被拆分，海上军区的制度逐步成型，其中基比拉奥特军区作为最著名海上军区为人们所知。10世纪时，拜占庭皇帝君士坦丁七世（913年至959年在位）记录称“现在，帝国已经被分成了多个军区”，而萨摩斯变成了“水手的军区”（羅馬化：thema tōn ploïzomenōn）。“水手的军区”这个文段的具体意义至今尚不明确。历史学家沃伦·特里高德认为这个文段指明萨摩斯是卡拉比西安的主力部队，直到卡拉比西安于约727年被废止。另外，它还可以代指萨摩斯军区是与基比拉奥特军区一样是卡拉比西安的继承者。此外，通过8世纪的名叫西奥多的军区长官的一块印章，确认了萨摩斯军区长官的存在。
8世纪晚期，南爱琴海的管辖权被分配给了基克拉迪斯的一位千夫长，一些学者（如海伦·奥威勒）发现这位千夫长，连同之后科斯岛的千夫长和塞尔迈湾的一位千夫长被收录在了9世纪中期的《乌斯宾斯基职官表》中。这意味着东爱琴海当时明显归属于萨摩斯军区。

## 历史
萨摩斯军区与他的军区长官在899年出版的《琼筵序次》中首次被提及。萨摩斯军区的管辖区域包括了东爱琴海的岛屿和位于阿德拉米狄翁和以弗所之间的西小亚细亚海岸。军区的省会位于士麦那，但分舰队指挥官在阿德拉米狄翁和以弗所又有专门的指挥所。
911年，拜占庭帝国位于萨摩斯军区的分舰队一度拥有22艘战舰，3980名桨手以及600名海军士兵。然而萨摩斯军区的主要部分被认为同时也属于色雷斯西亚军区，此外，色雷斯西亚军区有一位专门的分舰队指挥官负责防守海岸线。这种状况，连同萨摩斯军区文职人员当时并不怎么被人们提及，被认为可能是因为萨摩斯军区不仅需要向中央提供舰队和海员，同时还要保证岛屿的安全；而色雷斯西亚军区则负责防守海岸线，保护位于海岸线上的城市和城市中的居民。萨摩斯军区一直维持着这样的模式，直到11世纪晚期转化成了一个有文职人员的常规军区，并废除了分舰队制度。